# سوزی پورتر
سوزی پورتر (به انگلیسی: Susie Porter) (زاده ۱۹۷۰) بازیگر استرالیایی است.
از کارهای معروف او می‌توان به بازی در فیلم ماسک میمون اشاره کرد.

## فیلم‌شناسی
فهرست برخی از فیلم‌هایی که سوزی پورتر در آن‌ها به ایفای نقش پرداخته‌است:
- جاده بهشت (۱۹۹۷)
- ایمی (۱۹۹۷)
- دو دست (۱۹۹۹)
- ماسک میمون (۲۰۰۰)
- مالت (۲۰۰۱)
- جنگ ستارگان: قسمت دوم – حمله کلون‌ها (۲۰۰۲)
- ماهی کوچک (۲۰۰۵)
- تازیان عشق (۲۰۱۶)